# Визуцијус
Визуцијус (Visucius, Visuclus, Visugius) је гало-римски бог најчешће идентификован са Меркуром што наводи на закључак да је био бог трговине и трампе.
Његово име потиче из пра-келтика и постоји неколико тумачења:
- - врана - онај који је од врана.
- - знање - свезнајући
- - добар

Записи о њему су нађени у области Трира и на обалама Рајне, у Бордоу се помиње заједно са Гебринијусом и Цисонијусом, а један запис је пронађен и у Агонсиљу у Шпанији.
Кроз различите зписе се повезује са Јупитером и Аполоном, а помиње се и са Светом Визуцијом, која је највероватније синоним за Розмерту.